# Смит, Сэм (генерал)
Сэм Смит (1752—1839) — американский военный, государственный и политический деятель; был сенатором Соединенных Штатов и членом Палаты представителей США от штата Мэриленд, а также мэром Балтимора.

## Биография
Родился 27 июля 1752 года в городе Карлайл (англ. Carlisle), штат Пенсильвания. Брат секретаря Кабинета министров США Роберта Смита. В 1759 году вся семья переехала в Балтимор, штат Мэриленд.
Обучался в частной академии. Принимал участие в Войне за независимость США в составе Континентальной армии, пройдя звания от капитана до подполковника. После войны занимался морским бизнесом.
Затем стал государственным деятелем. С 1790 по 1792 годы Сэм Смит был членом палаты делегатов Мэриленда. Во время угрозы войны с Францией в 1794 году, он был назначен бригадным генералом ополчения от Мэриленда во время Восстания из-за виски. Во время Англо-американской войны 1812—1815 годов Смит служил в качестве генерал-майора милиции штата Мэриленд и командовал обороной Балтимора во время сражения за Балтимор и форт Мак-Генри в 1814 году.
Также был видным политическим деятелем США, был избран на 3-й Конгресс Соединённых Штатов, где работал с 4 марта 1793 года до 4 марта 1803 года. Стал членом Сената США в 1802 году от демократическо-республиканской партии. Был переизбран в 1808 году и работал в нём по 4 марта 1815 года. Некоторое время был временным президентом Сената США. 17 декабря 1822 года Смит ушёл в отставку с поста конгрессмена. В марте-апреле 1824 года он был кандидатом на пост вице-президента США на предстоящих президентских выборах 1824 года.
Снова был избран в Сенат США в 1822 году, переизбран в 1826 году и работал до 4 марта 1833 года. В 1835 году Смит стал мэром Балтимора находился на этом посту до 1838 года, когда удалился от общественной жизни.
Умер 22 апреля 1839 года в Балтиморе, штат Мэриленд. Похоронен на городском кладбище Westminster Burial Ground. У него был сын — Sidney Smith Patterson (1794—1879).